# Tischeria citrinipennella
Tischeria citrinipennella is een vlinder uit de familie van de vlekmineermotten (Tischeriidae). De wetenschappelijke naam van de soort is voor het eerst geldig gepubliceerd in 1859 door Clemens.